# Direcció general de Comerç Internacional i Inversions
La Direcció general de Comerç Internacional i Inversions és un òrgan de gestió de la Secretaria d'Estat de Comerç del Ministeri d'Indústria, Comerç i Turisme que se centra en l'àmbit institucional i financer de les relacions comercials bilaterals d'Espanya amb la resta del món, sense perjudici de la seva contribució a definir la posició espanyola en diverses institucions internacionals.

## Funcions
La Direcció general exerceix les funcions que l'encomana l'article 3 del Reial decret 998/2018:
- La participació i representació dels interessos espanyols en la formulació de la política comercial bilateral, així com contribuir a definir la posició espanyola en el Comitè de Política Comercial de la UE i en altres institucions internacionals en l'àmbit del comerç internacional i les inversions.
- La definició i seguiment del marc estratègic de les relacions comercials i econòmiques entre Espanya i la resta del món, orientant l'actuació de les Oficines Econòmiques i Comercials i de les Direccions territorials i Provincials de Comerç en aquest àmbit. La coordinació de les activitats empresarials que s'organitzin en ocasió dels viatges o visites oficials sense perjudici de les competències atribuïdes a altres departaments ministerials.
- El disseny de la política en matèria de mecanismes extrajudicials de resolució de conflictes inversor-estat.
- La detecció i eliminació d'obstacles al comerç, a la inversió i a la contractació pública tant en països tercers com al mercat interior de la Unió Europea.
- La negociació, si escau, dels tractats o convenis internacionals, bilaterals o multilaterals, relatius a la promoció i protecció de les inversions exteriors.
- L'elaboració dels informes preceptius en matèria de mobilitat econòmica internacional segons preveu la secció 2a. de Mobilitat Internacional del títol V de la Llei 14/2013, de 27 de setembre, de suport als emprenedors i la seva internacionalització.
- El suport en els sistemes extrajudicials de resolució de conflictes per a les empreses exportadores i inversors en l'exterior.
- L'elaboració de les disposicions relatives a inversions exteriors, previ informe de la Secretaria General del Tresor i Finançament Internacional. La col·laboració amb altres òrgans de l'Administració General de l'Estat en matèria de promoció d'inversions exteriors.
- L'autorització, control i seguiment de les inversions exteriors en els termes previstos en el Reial decret 664/1999, de 23 d'abril, sobre inversions exteriors, i el registre estadístic dels fluxos i estocs d'inversions estrangeres a Espanya i inversions espanyoles en l'exterior. També, li correspondrà, la presidència de la Junta d'Inversions Exteriors.
- La Secretaria del Punt Nacional de Contacte espanyol de les Línies Directrius de l'OCDE per a Empreses Multinacionals.
- La participació en la gestió o administració, segons com pertocarà, dels instruments que integren el sistema espanyol de suport financer oficial a la internacionalització de l'empresa espanyola.
- La relació amb les associacions d'exportadors i la divulgació i assessorament a les empreses espanyoles sobre política comercial i oportunitats de negoci.
- La definició, així com la gestió o la participació en l'administració, segons com pertocarà, igual que la coordinació i seguiment dels instruments que integrin el sistema espanyol de suport financer oficial a la internacionalització de l'empresa espanyola, i la coordinació i seguiment de l'activitat de la Companyia Espanyola de Finançament del Desenvolupament (COFIDES, S.A.) o de qualssevol altres entitats gestores d'aquests instruments, a fi de garantir la seva coherència amb els objectius de la política comercial espanyola. Aquest sistema de suport està compost pels següents instruments: cobertura per compte de l'Estat dels riscos de la internacionalització, el Fondo per a la Internacionalització de l'Empresa (FIEM), el Conveni d'Ajust Recíproc d'Interessos (CARI), els fons per a Inversions en l'Exterior (FIEX) i per a Operacions d'Inversió en l'Exterior de la Petita i Mitja Empresa (FONPYME), així com les línies de crèdit del l'Institut de Crèdit Oficial (ICO) atribuïdes a aquesta Direcció general de Comerç Internacional i Inversions. Així mateix, s'entendran integrats en aquest sistema quants instruments de suport financer oficial a la internacionalització puguin crear-se en el futur i s'atribueixin a la competència d'aquesta Direcció general de Comerç Internacional i Inversions.
- El seguiment, negociació i representació espanyola del suport financer oficial a la internacionalització en els fòrums internacionals sobre crèdit a l'exportació, especialment en l'OCDE i en la Unió Europea.
- La gestió econòmicofinancera i tècnica de la xarxa d'Oficines Econòmiques i Comercials en l'Exterior. D'igual manera, li correspondrà la inspecció tècnica i l'avaluació del seu funcionament, organització i rendiment, així com l'elaboració i desenvolupament d'accions que permetin la millora d'aquesta xarxa d'Oficines Econòmiques i Comercials, sense perjudici de les competències atribuïdes a altres òrgans del departament.
- La coordinació de la Xarxa de Direccions territorials i Provincials de Comerç i la seva gestió econòmicofinancera i tècnica, la seva inspecció tècnica, l'avaluació del seu funcionament, organització i rendiment, així com l'elaboració i desenvolupament de quantes accions permetin la millora d'aquesta xarxa, sense perjudici de les competències atribuïdes a altres òrgans del departament.
- Les altres competències que li atribueixi la legislació vigent en matèria de comerç internacional i inversions.

## Estructura
De la Direcció general depenen els següents òrgans:
- La Subdirecció General d'Àsia, Europa no Unió Europea, i Oceania,
- La Subdirecció General d'Iberoamèrica i Amèrica del Nord.
- La Subdirecció General de Països Mediterranis, Àfrica i Orient Mitjà.
- La Subdirecció General d'Inversions Exteriors.
- La Subdirecció General de Foment Financer de la Internacionalització.
- La Subdirecció General d'Oficines Econòmiques i Comercials en l'Exterior i de Xarxa Territorial de Comerç.

## Titulars
- José Luis Káiser Moreiras (2016-)[2]
- Antonio José Fernández-Martos Montero (2014-2016)[3]
- Antonio José Fernández-Martos Montero (2012-2014) (D.G. de Comerç i Inversions)
- José Carlos García de Quevedo Ruiz (2010-2012)[4]
- Antonio Sánchez Bustamante (2008-2010)
- Óscar Jaime Vía Ozalla (2004-2008)
- Enrique Alejo González (2002-2004)
- Luis Cacho Quesada (2000-2002)